# 日刊県民福井
日刊県民福井（にっかんけんみんふくい）は、福井県を発行地域とする日本の地方紙である。『北陸中日新聞』の発行元である中日新聞北陸本社（石川県金沢市）で紙面を製作し、中日新聞社福井支社が発行元となっている。朝刊専売。販売部数（2023年7月から12月の1か月平均）は3万154部。地元での通称は「日刊」だが、中日新聞グループでの通称は「県民（けんみん）」である。

## 概説
1977年7月1日、同社の実質的前身である株式会社日刊福井が、地元発祥の大手ゼネコン熊谷組の会長で当時福井テレビジョン放送（以下「福井テレビ」）の会長だった熊谷太三郎の支援を受け、「日刊福井」（以下「日刊」）として創刊した。日本の新聞で初めて全ページに電算写植方式を採用。この創刊の時点では、日刊と中日とは何のつながりもなかった。しかし、熊谷の死去後、県紙福井新聞などとの熾烈な競争から、慢性的な赤字経営に陥った。なお、日刊設立時には福井新聞の一部の役員が設立に関わっている。
その状況下の1992年、中日新聞社が日刊の支援に乗り出した。日刊は中日に経営権を譲渡し、一旦、中日新聞北陸本社（石川県金沢市・北陸中日新聞〈以下「北中」〉発行元）に発行元を移した。1993年1月3日には北中・福井版と紙面を統合。そして1994年、中日は日刊の発行元を福井に戻し、同年6月15日より題号を今の「日刊県民福井」（以下「県民」）に変更した。中日は県民創刊時に福井支社を設置している。
なお、法人組織としての株式会社日刊県民福井は中日グループ傘下となって以降も存続してはいるが、現在は報道取材のみの業務を担う中日の“下請け”的存在に変わっており、同社独自の取材網も嶺北地域の一部に限られ、嶺南・若狭地域には及んでいない。後述の取材拠点一覧も、県民福井本社と中日新聞福井支社は電話番号が異なるものの所在地は同一であり、丹南、鯖江、坂井、大野、勝山の各取材支社・通信部は、それぞれ中日福井支社と県民福井の支社・通信部を兼ねている旨が記載されている。
県民の紙面は中日新聞北陸本社で製作されているが、中日新聞名古屋版（福井県内でも一部地域で発売）および東京新聞と一部紙面を共有している。紙齢（創刊からの号数）は、北中の福井県発行分を継承している。
県民の印刷については、過去は金沢市にある北中の工場（幸ビル）にて行われていたが、2021年現在は岐阜県岐阜市にある「中日新聞印刷」の岐阜工場（岐阜県・滋賀県・福井県向けの中日新聞・中日スポーツを印刷）にて行われている。
連載漫画は2017年4月1日から中日と同じ青沼貴子の『ねえ、ぴよちゃん』が掲載されている。
かつて五木寛之の『親鸞』（第一部）、『親鸞 激動篇』（第二部）、『親鸞 完結篇』（第三部）を掲載。なお同作は競合紙である福井新聞にも掲載（激動篇、完結篇）されていた。なお、中日新聞などで日曜日に折り込まれる別冊の「中日サンデー版」は当紙では発行されておらず、日曜日に週間テレビガイド、月曜日に大図解が本紙に折り込まれる。
なお、福井テレビは開局時からライバル県域紙である福井新聞とともに中日新聞社が筆頭株主、また系列局の東海テレビ放送とも資本関係があるため、日刊（県民）が中日傘下に入る前から中日新聞との関係が深く、1972年に中日（北中）と福新の対立関係で一時期中日系役員が引き上げてしまったものの、関係修復の目的で1973年11月から、「北陸中日新聞ニュース」が放送されている。日刊（県民）が北中と紙面統合後も、県民提供のニュース（平日夕方）は「中日新聞ニュース」名義で生放送されている。

## 沿革
- 1976年9月1日 - 「株式会社日刊福井」創立[3]。
- 1977年7月1日 - 『日刊福井』創刊[2][3]。
- 1978年10月1日 - 日本新聞協会加盟[3]。
- 1992年12月25日 - 翌年1月1日をもって発行停止[7]し中日新聞社に全株式を譲渡することを発表。
- 1993年1月3日 - 北陸本社で紙面製作・印刷を開始[2]。
- 1994年6月15日 - 中日福井支局が支社に昇格。同支社を新たな発行元とし、題字を現在の『日刊県民福井』に改題[2][3][5]。
- 2010年7月 - 中日新聞社は法人の日刊県民福井を完全子会社化[2]。
- 2024年4月1日 - 「中日新聞電子版」にて日刊県民福井の紙面を中日新聞（しずおか版を含む）・北陸中日新聞・日刊県民福井の宅配購読者向けサービスとして公開開始[8]。
- 2024年8月19日 - 日刊県民福井本社、中日新聞福井支社を福井市大手三丁目の県民福井ビルから、日刊県民福井読者センターを福井県農業会館から、同市中央一丁目のふくまちブロックへ移転集約。どちらも元の位置から100-200mしか離れていない。

## 紙面構成
※嶺北・嶺南共通
- 県内ワイド（政治・経済）
- ふくい地域
- ふくい暮らし
- 読者の広場

県民の紙面の最大の特徴として、地域密着の観点から県内の主要なニュース（一般に最終面の手前にある社会面・地域面）を紙面の冒頭に掲載している。

## 番組表
放送局のカット表示（カット割り）は中日（名古屋版）・北中と同じものを使っている。

### 最終面
フルサイズ掲載局のみ地上デジタルのリモコンIDが掲載されている。2017年に中日新聞福井版と同様に掲載局の見直しが行われ、全県統一に変更された。同時にカンテレ・読売テレビの掲載を取りやめた。2018年12月1日の4K・8K放送の開始に伴い、BSチャンネルのサイズ変更が行われている。
- フルサイズ - NHK総合、NHK Eテレ、福井テレビ、FBCテレビ、MROテレビ、HAB、MBSテレビ、ABCテレビ
- 4分の1サイズ -  KBS京都、びわ湖BBC、石川テレビ、テレビ金沢、NHK BS、NHK BSプレミアム4K、NHK BS8K、BS日テレ、BS朝日、BS-TBS、BSテレ東、BSフジ、BS10 テン、BS10スターチャンネル
- 極小サイズ - BS11 イレブン、BS12 トゥエルビ

### 中面
衛星放送
- 3分の1サイズ - 時代劇専門チャンネル、BS日本映画専門、BSよしもと
- 4分の1サイズ -  WOWOWプライム、WOWOWライブ、WOWOWシネマ、囲碁・将棋チャンネル、J SPORTS（1から4）

※2022年11月1日付からBS松竹東急とBSJapanext、CS放送の時代劇専門チャンネルの番組表が同年10月31日に閉局したBSスカパー!に変わる形で掲載を開始。これに伴い、スター・チャンネル1・2の番組表の掲載を取り止めた。
ラジオ
- 3分の1サイズ - NHK第1、NHK第2、FBC福井、MROラジオ、NHK-FM、FM福井、ABCラジオ、MBS エムラジ、大阪OBC、ラジオ関西、FM石川、FMとやま
- 4分の1サイズ - ラジオNIKKEI
- 極小サイズ - CBCラジオ、東海ラジオ

※県民のラジオ・BSデジタル欄は中日福井版と同様の内容で、中日名古屋本社で製作されたものをそのまま掲載している（テレビ番組解説欄はCATV欄に差し替え）。2024年6月28日までエフエム石川で放送される『北陸中日新聞ニュース』は黒帯に白抜き文字で北陸中日新聞Nと表記されていた。（FM石川ニュースも参照）。

### その他
コミュニティ放送（ふくい地域面に掲載）
- 福井街角放送、たんなん夢レディオ、ハーバーステーション

ケーブルテレビガイド
- 福井コミュニティ、つるがチャンネル、たんなんスマイルTV、チャンネルO、Movie Plus、スーパー!ドラマTV、Dlife、スカイA、GAORA、スペースシャワー、放送大学

### 週間テレビガイド
日曜日の中面に折り込まれている。
地上波
- フルサイズ - NHK総合、NHK Eテレ、福井テレビ、FBCテレビ
- 3分の1サイズ - MROテレビ、HAB、MBSテレビ、ABCテレビ、KBS京都、BBCびわ湖
- 4分の1サイズ - 福井コミュニティ、つるがチャンネル、丹南地域ふれあい、チャンネルO

衛星放送
- 4分の1サイズ - NHK BS、NHK BSプレミアム4K、BS日テレ、BS朝日、BS-TBS、BSテレ東、BSフジ、WOWOWプライム、BS11 イレブン、BS12 トゥエルビ

## 支社・通信部
福井県嶺北にある日刊県民福井・中日新聞社の支社・通信部は両紙の取材を兼務する（嶺南は中日の拠点のみ）。詳細は、日刊県民福井 会社案内ならびに中日新聞公式サイト 地域の取材網を参照。

### 現在
本社
- 福井県福井市中央一丁目3番5号（中日新聞社福井支社内）

大野支社
- 福井県大野市美川町5番3号

丹南支社
- 福井県越前市千福町21番地

坂井支社
- 福井県坂井市坂井町蔵垣内第32号19番地17

通信部
- 勝山、鯖江

### 過去
三国支社
- 福井県坂井市三国町北本町四丁目6番40号 平田ビル3階

### 参考・福井県嶺南地域にある中日新聞の取材拠点
- 敦賀支局、小浜通信局

## 関連放送事業者
- 福井テレビジョン放送
- 福井エフエム放送